# Estarcatero

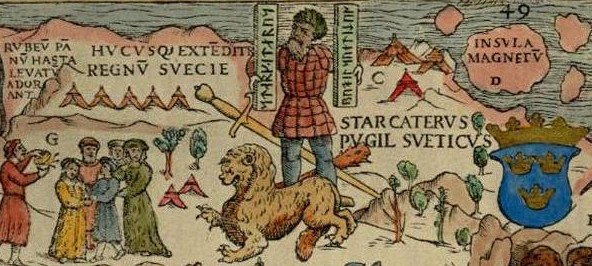
Estarcatero, ilustrado na Carta Marina de Olavo Magno em 1540

Estarcatero (em latim: Starcatherus; em islandês: Störkudhr/Starkadhr; em nórdico antigo: Starkaðr ou Störkuðr; em dinamarquês: Stærkodder) foi um herói escandinavo legendário, além de menestrel (ou escaldo), cujas aventuras foram novamente contadas no Feitos dos Danos e nas Sagas lendárias. Segundo Saxão Gramático, era o filho de Storwerk. Diz-se que Estarcatero nasceu a leste do Mar Báltico, em Jotunheim, filho de um gigante, ou Jotun, que tinha muitas mãos, as quais foram removidas por Tor até que apenas duas restassem. Ele conseguiu sobrevir a um naufrágio, depois do qual foi recebido por Fródi, rei dinamarquês. Fródi deu a ele um navio dragão e a tarefa de patrulhar o litoral. Nenhum mortal podia se igualar a ele, pois ele tinha os dons da força sobrehumana e da disposição nobre. Ele não era notável apenas por seu tamanho e coragem, mas também por seus dons de menestrel. Odim deu-lhe de presente três vidas de homem, para que ele pudesse cometer um número correspondente de atrocidades.
Ele serviu a muitos reis, tais como Érico e Alarico.